# Paractinophlebia grasselense
Paractinophlebia grasselense là một loài côn trùng thuộc bộ Neuroptera. Loài này được Bode miêu tả năm 1953.